# Meridacris
Meridacris is een geslacht van rechtvleugeligen uit de familie veldsprinkhanen (Acrididae). De wetenschappelijke naam van dit geslacht is voor het eerst geldig gepubliceerd in 1937 door Roberts.

## Soorten
Het geslacht Meridacris omvat de volgende soorten:
- Meridacris diabolica Roberts, 1937
- Meridacris subaptera Roberts, 1937